# Ladies Championship (Pokerturnier)
Die Ladies Championship ist ein Pokerturnier, das einmal jährlich bei der World Series of Poker am Las Vegas Strip ausgetragen wird. Da bei dem Turnier nur Frauen erwünscht sind, wird die Siegerin als Pokerweltmeisterin bezeichnet.

## Geschichte
Wie bei allen Turnieren der World Series of Poker (WSOP) üblich, erhält die Siegerin neben dem Preisgeld ein Bracelet. Bei der WSOP 1977 gab es erstmals ein Turnier, zu dem nur Frauen zugelassen waren. Jackie McDaniels gewann damals das Event in der Variante Limit Seven Card Stud mit 100 US-Dollar Buy-in. Das Startgeld wurde in den Folgejahren schrittweise bis auf 500 US-Dollar im Jahr 1982 gesteigert. Seit 1992 liegt der Buy-in bei 1000 US-Dollar. Barbara Enright gewann nach 1986 bei der WSOP 1994 ihren zweiten Titel, weitere Mehrfachsiegerinnen sind Susie Isaacs (1996 und 1997) und Nani Dollison (2000 und 2001). Von 2000 bis 2003 wurde ein Mix aus Limit Hold’em und Seven Card Stud gespielt. Bei der WSOP 2004 stand nur Limit Hold’em auf dem Programm, seit 2005 wird No Limit Hold’em gespielt. Nachdem teilweise auch Männer am Turnier teilgenommen und mit Jonathan Epstein im Jahr 2011 gar ein Mann den Finaltisch erreicht hatte, wurde der Buy-in im Jahr 2013 für Männer auf 10.000 US-Dollar erhöht. Ein Gesetz im US-Bundesstaat Nevada verhindert, dass Männer grundsätzlich von der Veranstaltung ausgeschlossen werden dürfen. Bei der World Series of Poker Europe in Cannes wurde 2013 ebenfalls ein Ladies-Event mit einem Buy-in von 1100 Euro ausgetragen, das die Australierin Jackie Glazier gewann. Im Jahr 2020 wurde das Turnier aufgrund der COVID-19-Pandemie nicht ausgespielt. Amtierende Pokerweltmeisterin ist die Amerikanerin Tamar Abraham. Im August 2023 stand das Event erstmals bei der World Series of Poker Online bei GGPoker auf dem Turnierplan.

## Bisherige Austragungen

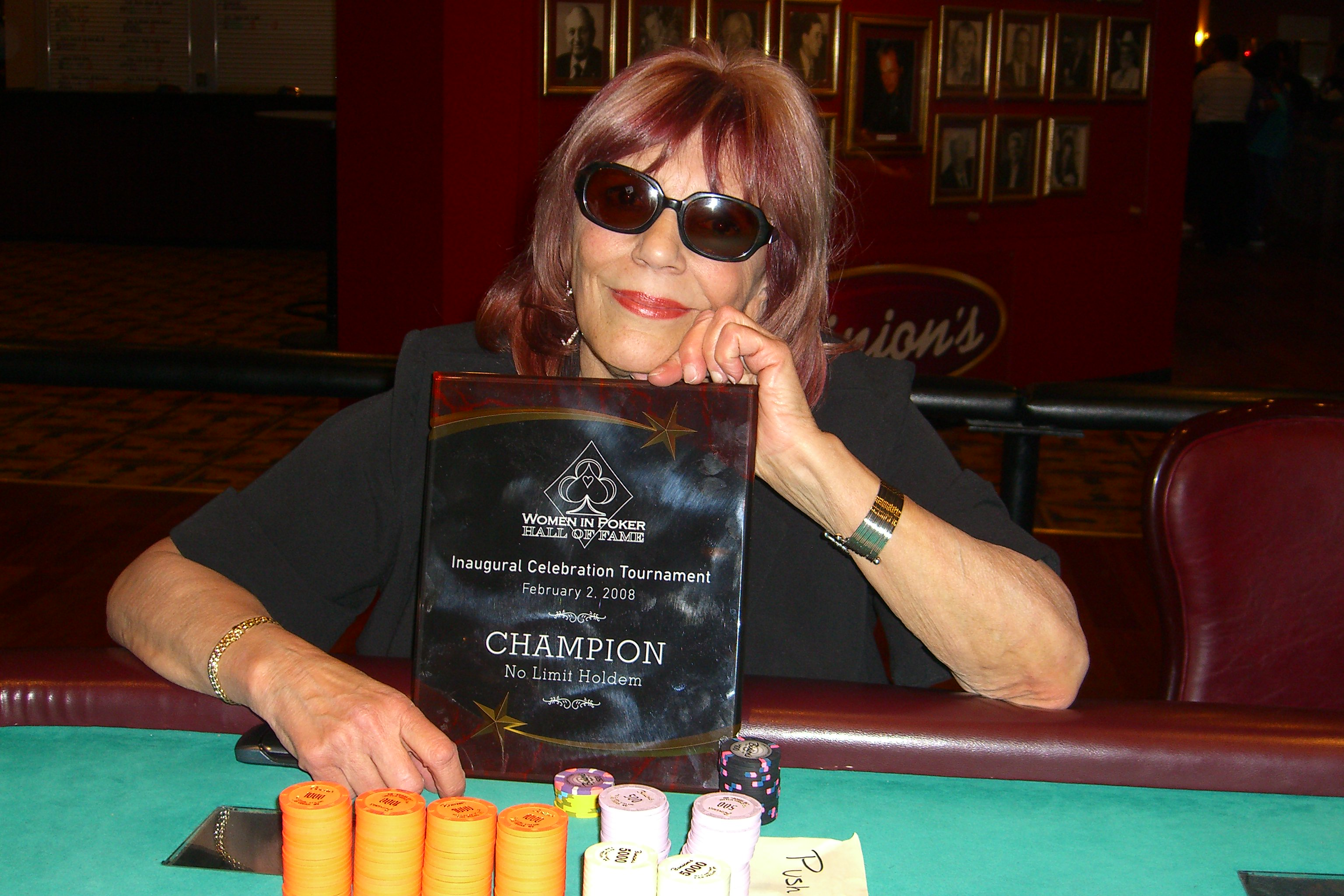
Barbara Enright gewann die Championship 1986 und 1994

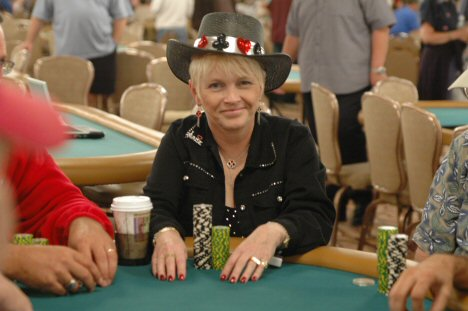
Susie Isaacs gewann das Turnier 1996 und 1997

| Jahr | Buy-in (in $) | Variante                        | Teilnehmerinnen | Siegerin            | Herkunft           | Preisgeld (in $) |
| ---- | ------------- | ------------------------------- | --------------- | ------------------- | ------------------ | ---------------- |
| 1977 | 0100          | Limit Seven Card Stud           | 0093            | Jackie McDaniel     | Vereinigte Staaten | 005.580          |
| 1978 | 0200          | Limit Seven Card Stud           | 0084            | Terry King          | Vereinigte Staaten | 010.080          |
| 1979 | 0400          | Limit Seven Card Stud           | 0053            | Barbara Freer       | Vereinigte Staaten | 012.720          |
| 1980 | 0400          | Limit Seven Card Stud           | 0062            | Deby Callihan       | Vereinigte Staaten | 014.880          |
| 1981 | 0400          | Limit Seven Card Stud           | 0088            | Ruth Godfrey        | Vereinigte Staaten | 017.600          |
| 1982 | 0500          | Limit Seven Card Stud           | 0064            | June Field          | Vereinigte Staaten | 016.000          |
| 1983 | 0500          | Limit Seven Card Stud           | 0064            | Carolyn Gardner     | Vereinigte Staaten | 016.000          |
| 1984 | 0500          | Limit Seven Card Stud           | 0062            | Karen Wolfson       | Vereinigte Staaten | 015.500          |
| 1985 | 0500          | Limit Seven Card Stud           | 0074            | Rose Pifer          | Vereinigte Staaten | 018.500          |
| 1986 | 0500          | Limit Seven Card Stud           | 0082            | Barbara Enright     | Vereinigte Staaten | 016.400          |
| 1987 | 0500          | Limit Seven Card Stud           | 0084            | Linda Ryke-Drucker  | Vereinigte Staaten | 016.800          |
| 1988 | 0500          | Limit Seven Card Stud           | 0085            | Loretta Huber       | Vereinigte Staaten | 017.000          |
| 1989 | 0500          | Limit Seven Card Stud           | 0093            | Alma McClelland     | Vereinigte Staaten | 018.600          |
| 1990 | 0500          | Limit Seven Card Stud           | 0110            | Marie Gabert        | Vereinigte Staaten | 022.000          |
| 1991 | 0500          | Limit Seven Card Stud           | 0141            | Donna Ward          | Vereinigte Staaten | 028.200          |
| 1992 | 1000          | Limit Seven Card Stud           | 0155            | Shari Flanzer       | Vereinigte Staaten | 098.000          |
| 1993 | 1000          | Limit Seven Card Stud           | 0082            | Phyllis Kessler     | Vereinigte Staaten | 032.800          |
| 1994 | 1000          | Limit Seven Card Stud           | 0096            | Barbara Enright     | Vereinigte Staaten | 038.400          |
| 1995 | 1000          | Limit Seven Card Stud           | 0088            | Starla Brodie       | Vereinigte Staaten | 035.200          |
| 1996 | 1000          | Limit Seven Card Stud           | 0105            | Susie Isaacs        | Vereinigte Staaten | 042.000          |
| 1997 | 1000          | Limit Seven Card Stud           | 0095            | Susie Isaacs        | Vereinigte Staaten | 038.000          |
| 1998 | 1000          | Limit Seven Card Stud           | 0100            | Amanda Thompson     | Kanada             | 040.000          |
| 1999 | 1000          | Limit Seven Card Stud           | 0085            | Christina Pie       | Australien         | 034.000          |
| 2000 | 1000          | Limit Hold’em & Seven Card Stud | 0133            | Nani Dollison       | Vereinigte Staaten | 053.200          |
| 2001 | 1000          | Limit Hold’em & Seven Card Stud | 0106            | Nani Dollison       | Vereinigte Staaten | 041.130          |
| 2002 | 1000          | Limit Hold’em & Seven Card Stud | 0107            | Catherine Brown     | Vereinigte Staaten | 039.880          |
| 2003 | 1000          | Limit Hold’em & Seven Card Stud | 0112            | Barb Rugolo         | Vereinigte Staaten | 058.530          |
| 2004 | 1000          | Limit Hold’em                   | 0201            | Huong Doan          | Vereinigte Staaten | 058.530          |
| 2005 | 1000          | No Limit Hold’em                | 0601            | Jennifer Tilly      | Vereinigte Staaten | 158.335          |
| 2006 | 1000          | No Limit Hold’em                | 1128            | Mary Jones Meyer    | Vereinigte Staaten | 236.094          |
| 2007 | 1000          | No Limit Hold’em                | 1286            | Sally Boyer         | Vereinigte Staaten | 262.077          |
| 2008 | 1000          | No Limit Hold’em                | 1190            | Svetlana Gromenkova | Vereinigte Staaten | 244.702          |
| 2009 | 1000          | No Limit Hold’em                | 1060            | Lisa Hamilton       | Vereinigte Staaten | 195.390          |
| 2010 | 1000          | No Limit Hold’em                | 1054            | Vanessa Hellebuyck  | Frankreich         | 192.132          |
| 2011 | 1000          | No Limit Hold’em                | 1055            | Marsha Wolak        | Vereinigte Staaten | 192.344          |
| 2012 | 1000          | No Limit Hold’em                | 0936            | Yen Dang            | Vereinigte Staaten | 170.587          |
| 2013 | 1000          | No Limit Hold’em                | 0954            | Kristen Foxen       | Kanada             | 173.922          |
| 2014 | 1000          | No Limit Hold’em                | 0793            | Haixia Zhang        | Vereinigte Staaten | 153.470          |
| 2015 | 1000          | No Limit Hold’em                | 0795            | Jacquelyn Scott     | Vereinigte Staaten | 153.876          |
| 2016 | 1000          | No Limit Hold’em                | 0819            | Courtney Kennedy    | Vereinigte Staaten | 149.108          |
| 2017 | 1000          | No Limit Hold’em                | 0718            | Heidi May           | Australien         | 135.098          |
| 2018 | 1000          | No Limit Hold’em                | 0696            | Jessica Dawley      | Vereinigte Staaten | 130.230          |
| 2019 | 1000          | No Limit Hold’em                | 0968            | Jiyoung Kim         | Korea Sud          | 167.308          |
| 2021 | 1000          | No Limit Hold’em                | 0644            | Lara Eisenberg      | Vereinigte Staaten | 115.694          |
| 2022 | 1000          | No Limit Hold’em                | 1074            | Jessica Teusl       | Osterreich         | 166.975          |
| 2023 | 1000          | No Limit Hold’em                | 1295            | Tamar Abraham       | Vereinigte Staaten | 192.167          |